# Bedu de Petra et Wadi Rum
Pour les articles homonymes, voir Petra.
L'espace culturel des Bedu de Petra et Wadi Rum sont des Bédouins sédentaires et nomades vivant dans le sud de la Jordanie, dans la région de l'antique cité de Pétra et du désert du Wadi Rum. « L'espace culturel des Bedu de Petra et Wadi Rum » a été originellement proclamé en 2005 puis inscrit en 2008 par l'UNESCO sur la liste représentative du patrimoine culturel immatériel de l'humanité.